# 傅洋
傅洋（1942年—），中华人民共和国政治人物彭真和张洁清之子。傅洋現為中华全国律师协会副会长與北京康达律师事务所所长。